# Adrián Bíreš
Adrián Bíreš (* 18. Mai 1969 in Banská Bystrica) ist ein ehemaliger tschechoslowakischer Skirennläufer. Nach der Auflösung der Tschechoslowakei startete Bíreš für die Slowakei.

## Karriere
Bíreš gab sein internationales Renndebüt 1986 bei den Juniorenweltmeisterschaften in Bad Kleinkirchheim, wo er als Vierter in der Alpinen Kombination nur knapp eine Medaille verpasste. Im darauffolgenden Jahr gewann er bei den in Sälen bzw. Hemsedal stattfindenden Juniorenweltmeisterschaften Silber in der Alpinen Kombination sowie Bronze im Riesenslalom und im Slalom. Zuvor hatte Bíreš an seinen ersten Weltmeisterschaften teilgenommen und einen 25. Platz im Super-G als bestes Ergebnis erreicht.
1988 nahm er zum ersten und einzigen Mal an Olympischen Winterspielen teil. Bei den Wettkämpfen in Calgary belegte er in der Alpinen Kombination Rang 8.
Bei seinen zweiten Weltmeisterschaften in Saalbach-Hinterglemm drei Jahre später konnte er diesen Erfolg nicht wiederholen, er schied sowohl im Super-G als auch im Slalom aus.
Zwischen 1991 und 1994 bestritt Bíreš, soweit nachvollziehbar, keine internationalen Rennen. Erst im Januar 1995 finden sich wieder Ergebnisse auf seinen Namen.
Sein letztes internationales rennen bestritt er am 16. März 1996 in Jasná, danach ist er nicht mehr als Rennläufer in Erscheinung getreten.

## Privates
Sein Bruder Marián Bíreš war ebenfalls als Skirennläufer aktiv.

## Erfolge

### Olympische Winterspiele
- Calgary 1988: 8. Alpine Kombination, 15. Slalom, 23. Super-G, 33. Abfahrt, DNF Riesenslalom

### Weltmeisterschaften
- Crans-Montana 1987: 25. Super-G, 40. Abfahrt[2], 42. Riesenslalom[3], DNF Slalom[4], DNF Alpine Kombination[5]
- Saalbach-Hinterglemm 1991: DNF Super-G[6], DNF Slalom[7]

### Juniorenweltmeisterschaften
- Bad Kleinkirchheim 1986: 4. Alpine Kombination, 15. Abfahrt, 21. Slalom, 24. Riesenslalom
- Sälen/Hemsedal 1987: 2. Alpine Kombination, 3. Riesenslalom, 3. Slalom, 5. Abfahrt